# 1287 Lorcia
1287 Lorcia este un asteroid din centura principală, descoperit pe 25 august 1933, de Sylvain Arend.